# Pylsan
Pylsan är en sjö i Bengtsfors kommun i Dalsland och ingår i Göta älvs huvudavrinningsområde.